# Йеспер Грьонкяер
Йеспер Грьонкяер (Jesper Grønkjær) е бивш датски професионален футболист, крило. Има 80 мача и 5 гола за датския национален отбор. Дебюта си за националната гарнитура прави на 27 март 1999 в квалификация срещу Италия (загуба с 1:2) за Европейското първенство през 2000 година. Две години по-късно на световното първенство 2002 г. в Япония и Южна Корея стига с отбора си до осминафиналите, след като са завършили първи в групата заедно със Сенегал, Франция и Уругвай. Играе за страната си още на Европейското през 2004 година и на и през 2010 година в Южна Африка. След елиминирането на Дания от Световното в Южна Корея, Грьонкяер и съотборникът му Мартин Йоргенсен обявяват, че прекратяват участието си в националния отбор на страната.